# منطقانية
المَنْطِقانِيَّة (بالإنجليزية: Logicism) هي التوجه النظري، في فلسفة الرياضيات، الذي يرى أن الرياضيات ليست سوى امتداد لـ المنطق وأن المفاهيم والنظريات الرياضياتية يمكن ردُّها (أو اختزالها) إلى المنطق. ومن ثم، فلو أمكن تحقيق هذا البرنامج، لأدى إلى دعم الوضعانية المنطقية، وبالأخص النزعة الاختزالية.

## أصحابها
يُعدّ لوي كوتيرا وبرتراند راسل وألفريد نورث وايتهيد من الذين دعوا إلى المَنْطِقانِيَّة التي ترجع بأصولها إلى ريتشارد ديدكاند وغوتلوب فريغه. لكن هذا الأخير تخلى عن مشروعه بعد أن اكتشف راسل مفارقة يكشف عنها تناقض في النظرية الساذجة للمجموعات. ومع ذلك، فقد واصل راسل ووايتهيد المشروع في كتابهما أصول الرياضيات.

## المَنْطِقانِيَّة المُحْدَثة
على الرغم من أن الحسابيات ردها كانتور إلى نظرية المجموعات ، فإن هذه الأخيرة نفسها لا يمكن بالقط اشتقاقها من المنطق الخالص، بل و أن كورت غودل برهن بواسطة مبرهنة عدم التمام في عام 1931 ؛ على أن كل نسق صوري غني بما يكفي لصورنة الحسابيات و كأن ذلك كان ليتضمن حتما حقائق لا يمكن البرهنة عليها داخل هذا النسق ؛ ممّا أدَّى إلى وضع حد نهائي لبرنامج المَنْطِقانِيَّة المحدثة .